# 长沙县
长沙县，是中华人民共和国湖南省省会长沙市所辖县份。区域總面積为1756平方公里，常住总人口約为138万人。县人民政府駐星沙街道。

## 人口
截止2020年11月1日零時，全縣常住人口為1374491人，與2010年第六次全國人口普查的979472人相比，增加395019人，增長40.33%。

## 地理
长沙县，位于湖南省东部偏北，湖南省省会长沙市近郊。东边与浏阳市相邻，南边与长沙市雨花区相邻，西边与长沙市芙蓉区、开福区、望城区相邻，北边与岳阳市相邻。地处东经112°58′23″—113°30′09″，北纬28°02′04″—28°39′51″之间。全县总面积1756平方千米。

## 历史

### 古代
秦朝時设立湘县，为长沙郡郡治。西汉时期，湘县改为临湘县，为长沙国政府驻地。新始建国元年（公元9年），临湘县改名为抚睦县，政府驻地长沙国改稱填蛮郡，东汉时兩者皆改回原名。西晋时期，由临湘县析出湘西县。隋开皇九年（公元589年），临湘县改名为长沙县，为潭州州治（隋大业三年（607年）、唐天宝元年（742年）兩度改潭州为长沙郡，至德元年十二月十五日（758年1月19日）复改为潭州）。北宋元符元年（公元1098年），划长沙县5个乡、湘潭县2个乡设立善化县。元天历二年三月初九（1329年4月8日），潭州路改为天临路。至正二十四年（1364年10月19日）徐达领兵至潭州，改天临路为潭州府。明洪武五年（1372年）六月，潭州府更名长沙府。洪武十年（1377年），善化县并入长沙县，洪武十三年（1380年）五月復析出善化县。

### 民国时期
民国元年（1912年）4月，长沙县、善化县合并为长沙府直辖地。民国二年（1913年）9月，长沙府撤销，长沙府直辖地改为长沙县。民国三年（1914年）6月2日，长沙县属湘江道。民国十九年（1920年），长沙县直属湖南省。民国十九年（1930年）7月27日，中国工农红军攻入长沙，成立长沙市苏维埃政府。
民国二十二年（1933年）8月11日，析长沙县城区设立长沙市。1938年，长沙县属湖南省第一行政督察区。1939年，长沙市并入长沙县。1942年，长沙市恢复。

### 中华人民共和国时期
1949年，长沙县隶属长沙专区。1951年5月，长沙县析莲湖乡、自然乡、新农乡、东屯乡、藕塘乡、新化乡、涝湖乡、朝镇乡、岳华乡归长沙市郊区管辖、析湘江东岸西北角一部分和西岸全部地区设立望城县。1952年，长沙专区改称湘潭专区。
1959年1月16日，中国共产党湖南省委员会以总字第512号文批准，长沙县的云田人民公社、蝶屏人民公社、龙头铺人民公社划归株洲市管辖。2月，中共湖南省委决定，撤销长沙市郊区，辖区的黄土岭、新开铺划归南区；其余辖区并入长沙县。4月上旬，长沙县将原230个大队，1963个生产队划为426个大队，2054年生产队。3月，撤销望城县，其行政区域并入长沙县，长沙县从湘潭专区划出，改属长沙市。龙头铺公社划入株洲县。
1960年1月26日，东风公社、万年红公社、岳麓公社从长沙县划出。东风公社改名为雨花亭公社，归长沙市南区管辖，万年红公社分为五里牌和伍黑路两公社，分别由长沙市东区和北区管辖。同年长沙县调整社队规模，人民公社由23个调为75个，464大队调为1029个，2338生产队调为14722个。1962年1月12日，长沙县所辖近郊8个人民公社（朗梨、黎圫、高塘、长冲、望仙桥、大土圫、南圫、洞井）和柴梨镇划归郊区。11月，将从长沙县划入郊区的8个人民公社及榔梨镇和天顶镇、望岳镇划归长沙县。1977年12月21日，国务院国发1977年165号文批准，析长沙县的部分区域设立望城县。1978年12月29日，国务院国发1979年282号文批准，长沙县下辖黎圫、洞井、大圫3个人民公社划归粤郊区。
1984年5月，撤销公社，建立乡镇，长沙县辖41个乡、1个镇。1986年，榔梨乡并入榔梨镇。1988年，高塘乡改为黄兴镇，高岭乡改为捞刀河镇，黄花乡改为黄花镇。1996年7月，捞刀河镇划入开福区。2004年9月，全县494个行政村合为238个行政村，38个居委会调整36个社区居委会。2008年，榔梨镇韶光社区居委会正式划归芙蓉区东岸乡管辖。2009年，跳马乡、开慧乡改为跳马、开慧镇；撤销星沙镇，设立分星沙街道、湘龙街道、泉塘街道。2012年，黄花镇茶塘村、长龙村、湘峰村三个整村和华湘村在长永高速以北区域析置长龙街道；榔梨镇改为榔梨街道。2013年12月，撤销暮云镇，设暮云街道、南托街道。2015年1月14日，暮云街道、南托街道划入天心区，跳马镇划入雨花区。11月，白沙镇与开慧镇合并为开慧镇，干杉镇与黄兴镇合并为黄兴镇，双江镇与金井镇合并为金井镇。

## 行政区划
长沙县下辖5个街道、13个镇：星沙街道、泉塘街道、湘龙街道、㮾梨街道、长龙街道、黄兴镇、江背镇、黄花镇、春华镇、果园镇、路口镇、高桥镇、金井镇、福临镇、青山铺镇、安沙镇、北山镇和开慧镇。

## 政治
| 机构     | · 中国共产党 · 长沙县委员会 · 书记 | 长沙县人民政府 县长 | 长沙县人民代表大会 常务委员会 主任 | · 中国人民政治协商会议 · 长沙县委员会 · 主席 |
| -------- | ---------------------------------- | ------------------- | ---------------------------------- | -------------------------------------------- |
| 姓名     | 付旭明                             | 陈永高              | 周虔                               | 王国良                                       |
| 民族     | 汉族                               | 汉族                | 汉族                               | 汉族                                         |
| 出生地   | 湖南省华容县                       | 湖南省宁乡市        | 不明                               | 湖南省长沙县福临镇                           |
| 出生日期 | 1969年12月（55歲）                 | 1971年8月（53歲）   | 不明                               | 1971年9月（53歲）                            |
| 就任日期 | 2021年7月                          | 2017年12月          | 2021年10月                         | 2021年10月                                   |